# 都立家政駅

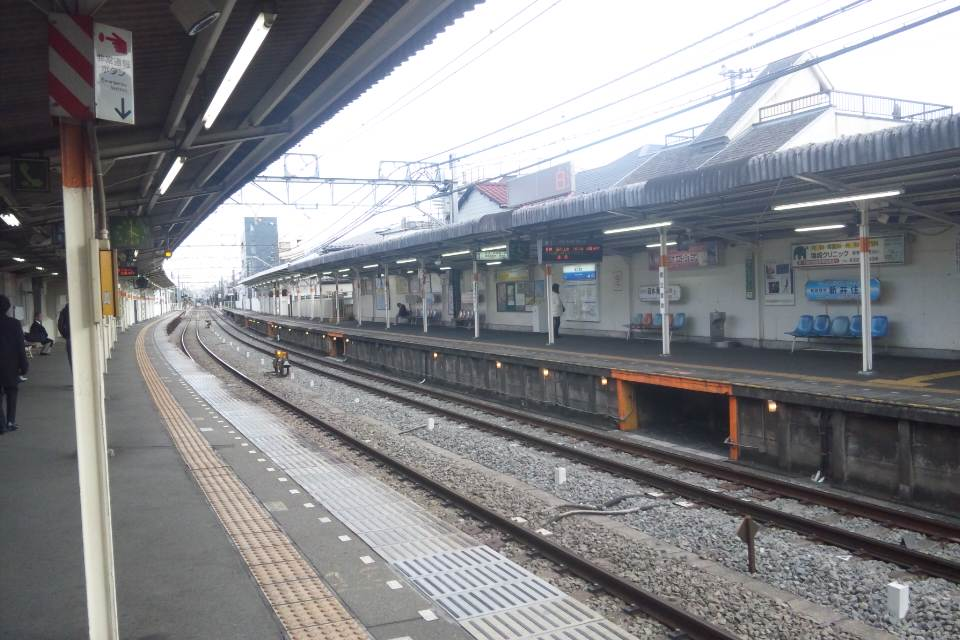
ホーム（2011年3月）

都立家政駅（とりつかせいえき）は、東京都中野区鷺宮一丁目にある西武鉄道新宿線の駅である。駅番号はSS08。

## 歴史
- 1937年（昭和12年）12月25日 - 府立家政駅として開業。
- 1943年（昭和18年）7月1日 - 都立家政駅に改称。
- 1983年（昭和58年）7月28日 - 新駅舎使用開始[1]。
- 1984年（昭和59年）春 - 構内改良工事実施。構内踏切を廃止し、連絡地下道開通[2]。
- 1992年（平成4年）2月21日 - 南口自動改札機使用開始。

### 駅名の由来
駅名は、「東京府立中野高等家政女学校」（現・東京都立鷺宮高等学校）に由来する。1938年（1938年）に学校が中野区桃園町から現在地に移転するのに先立って、同校の父母と学校長が西武鉄道に新駅の開設を陳情し、地主による土地提供を得て、西武鉄道が「府立家政駅」として新設した。同校は校名変遷を経て現在は「都立家政」という名はなくなっており、当駅についても西武鉄道から「東鷺ノ宮駅」へ改称打診を受けたが、駅前に「家政銀座商店街」が誕生していたことや、地元の愛着もあり、引き続き旧来からの駅名を採用している。

## 駅構造
相対式ホーム2面2線を有する地上駅。ホーム有効長は8両編成分である。各ホーム間は地下道により連絡している。この地下道は1984年春に完成し、使用開始までは構内踏切により連絡していた。現在ある駅横の踏み切りは夕方から夜にかけての時間帯にかけ長時間開かない、いわゆる開かずの踏切りの一つである。
駅舎は下りホーム側の南口と上りホーム側の北口の2か所で、いずれもホームの鷺ノ宮寄りに位置する。北口改札は係員を配置していない。北口の開設時間は6:45から21:30までであったが、2010年3月30日より初電から上り終電まで利用可能となった。トイレは南口駅舎改札内に設置されており、多機能トイレも併設されている。
鷺ノ宮側のホームがカーブしているため、近年では上り西武新宿行ホームに注意喚起放送が導入されている。
鷺ノ宮駅の東側500メートルに位置し、両駅のホーム間はわずか300メートルしか離れておらず、両駅ホームから互いに見ることができる。西武鉄道の10両編成の電車が200メートルであることからも駅間が比較的近いことがわかる。

### のりば
| ホーム | 路線   | 方向 | 行先                   |
| ------ | ------ | ---- | ---------------------- |
| 1      | 新宿線 | 下り | 所沢・本川越・拝島方面 |
| 2      | 新宿線 | 上り | 高田馬場・西武新宿方面 |

## 利用状況
2024年（令和6年）度の1日平均乗降人員は17,816人であり、西武鉄道全92駅中54位。
近年の1日平均乗降・乗車人員の推移は下記の通りである。
| 年度               | 1日平均 乗降人員 | 1日平均 乗車人員 | 出典     |
| ------------------ | ---------------- | ---------------- | -------- |
| 1990年（平成02年） |                  | 8,910            | [ * 1 ]  |
| 1991年（平成03年） |                  | 9,164            | [ * 2 ]  |
| 1992年（平成04年） |                  | 9,052            | [ * 3 ]  |
| 1993年（平成05年） |                  | 8,910            | [ * 4 ]  |
| 1994年（平成06年） |                  | 8,652            | [ * 5 ]  |
| 1995年（平成07年） |                  | 8,495            | [ * 6 ]  |
| 1996年（平成08年） |                  | 8,581            | [ * 7 ]  |
| 1997年（平成09年） | 17,051           | 8,534            | [ * 8 ]  |
| 1998年（平成10年） | 16,760           | 8,408            | [ * 9 ]  |
| 1999年（平成11年） | 16,517           | 8,279            | [ * 10 ] |
| 2000年（平成12年） | 16,377           | 8,219            | [ * 11 ] |
| 2001年（平成13年） | 16,434           | 8,213            | [ * 12 ] |
| 2002年（平成14年） | 16,417           | 8,197            | [ * 13 ] |
| 2003年（平成15年） | 16,620           | 8,306            | [ * 14 ] |
| 2004年（平成16年） | 16,866           | 8,442            | [ * 15 ] |
| 2005年（平成17年） | 16,729           | 8,391            | [ * 16 ] |
| 2006年（平成18年） | 17,116           | 8,598            | [ * 17 ] |
| 2007年（平成19年） | 17,166           | 8,637            | [ * 18 ] |
| 2008年（平成20年） | 17,212           | 8,667            | [ * 19 ] |
| 2009年（平成21年） | 17,615           | 8,878            | [ * 20 ] |
| 2010年（平成22年） | 17,261           | 8,701            | [ * 21 ] |
| 2011年（平成23年） | 17,040           | 8,544            | [ * 22 ] |
| 2012年（平成24年） | 17,263           | 8,665            | [ * 23 ] |
| 2013年（平成25年） | 17,556           | 8,839            | [ * 24 ] |
| 2014年（平成26年） | 17,509           | 8,818            | [ * 25 ] |
| 2015年（平成27年） | 18,110           | 9,120            | [ * 26 ] |
| 2016年（平成28年） | 18,484           | 9,307            | [ * 27 ] |
| 2017年（平成29年） | 18,958           | 9,534            | [ * 28 ] |
| 2018年（平成30年） | 19,229           | 9,655            | [ * 29 ] |
| 2019年（令和元年） | 19,236           | 9,661            | [ * 30 ] |
| 2020年（令和02年） | 14,360           |                  |          |
| 2021年（令和03年） | 15,151           |                  |          |
| 2022年（令和04年） | 16,356           |                  |          |
| 2023年（令和05年） | 17,185           |                  |          |
| 2024年（令和06年） | 17,816           |                  |          |

## 駅周辺

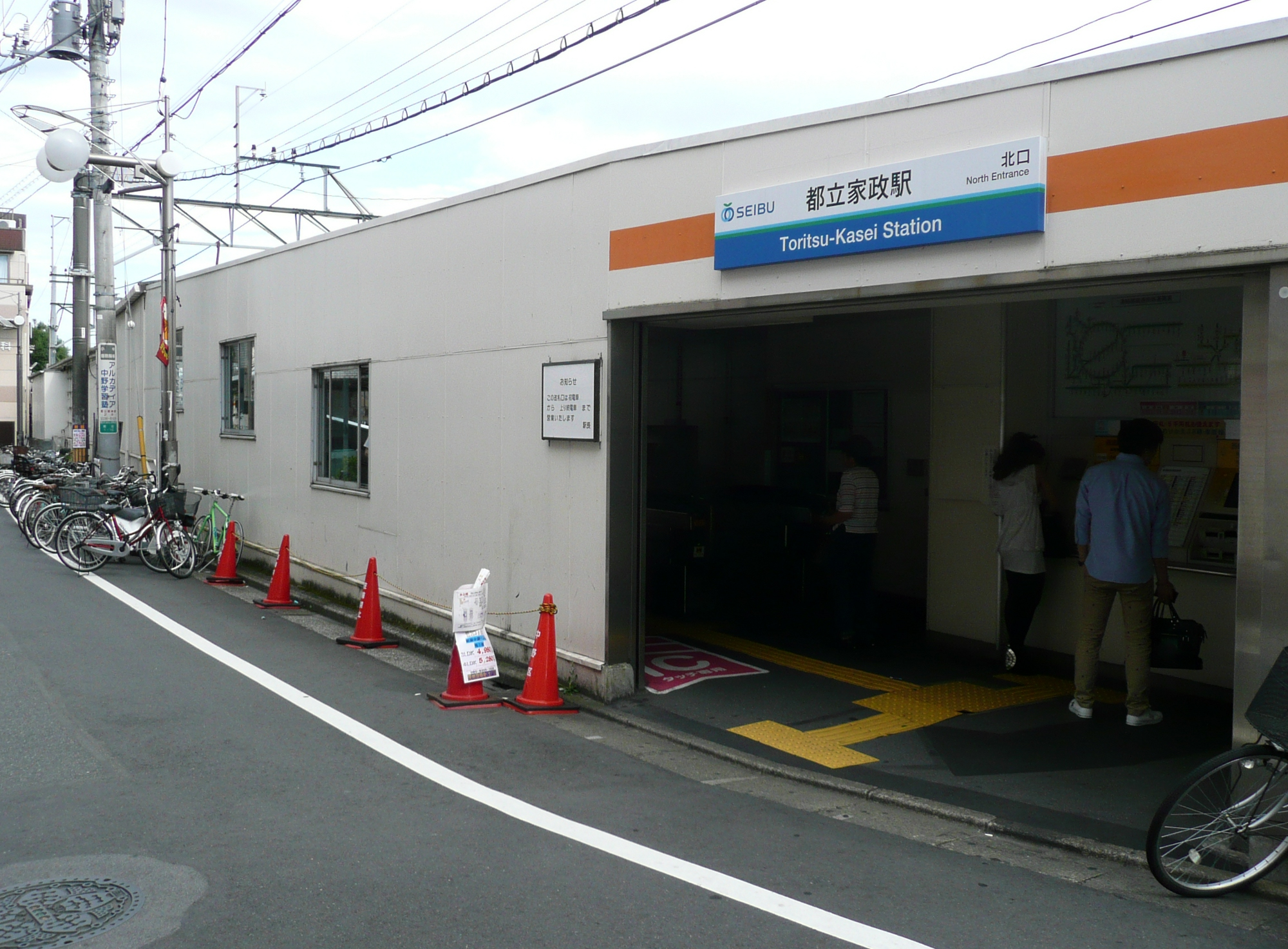
北口（2012年）

- 新青梅街道 - 東京都道440号落合井草線
- 東京都立鷺宮高等学校 - 旧制東京府立高等家政女学校→東京都立中野高等家政女学校で、駅名の由来となっている。
- 中野若宮郵便局
- 中野鷺宮北郵便局
- 鷺宮製作所本社
- 西武信用金庫 鷺宮支店
- ウイルソン本社（自動車用品ケミカルメーカー）
- 都立家政商店街 - 西側の踏切を貫いて南北に伸びている。

## 付記
当駅前にある踏切は「開かずの踏切」の一つであるが、歩行者の円滑な移動を目的として2008年2月4日から2月22日まで、構内通行券の配布実験が行われていた。
当駅と鷺ノ宮駅との駅間距離は500mしかなく、これは西武新宿線では一番短い。

## 隣の駅
西武鉄道
 新宿線
■拝島ライナー・■快速急行・■通勤急行・■急行・■準急
通過
■各駅停車
野方駅 (SS07) - 都立家政駅 (SS08) - 鷺ノ宮駅 (SS09)